# Heerlijkheid Strucht
De Heerlijkheid Strucht is een voormalige heerlijkheid in de Nederlandse provincie Limburg. Zij was gelegen tussen de plaatsen Valkenburg en Oud-Valkenburg en omvatte onder andere het dorp Strucht.

## Geschiedenis
De eerste eigenaar van Strucht was Conraet van Bensenroide. Hij hield rond 1383 de hoeve en driekwart van de heerlijkheid Strucht in leen van de graaf van Valkenburg; het resterende kwart lag bij de heren Van Schaloen. De familie Van Benzenrade – die zich naar hun bezit ook wel Van Strucht noemde – bleef tot 1624 eigenaar van Strucht: in dat jaar moest Willem van Benzenrade noodgedwongen Strucht verkopen wegens financiële problemen.
De nieuwe eigenaar werd Pierre Ernest de Groot. Hij kocht niet alleen Strucht, maar ook kasteel Oost. Pierre overleed in 1631 en liet Strucht en kasteel Oost na aan Adriaan de Groot. Hij wist in 1640 het ontbrekende kwart van de heerlijkheid Strucht met lage jurisdictie te verwerven van de eigenaren van kasteel Schaloen. Ook verkreeg hij in 1644 de hoge jurisdictie van Strucht, die hij kocht van de hertog van Brabant. Kasteel Oost fungeerde als de hoofdzetel voor de heerlijkheid Strucht.
Met het overlijden van Maria Catharina de Groot in 1758 ging Strucht over naar haar echtgenoot Maurits Hector Casimir baron von Hammerstein. Hij hertrouwde met Anna Maria Gravin van Satzenhoven, maar het huwelijk bleef zonder opvolger. Toen Maurits overleed, ging Strucht naar Anna Maria. Zij hertrouwde met L. Baron van Mettecoven, maar overleed kinderloos en liet Strucht na aan haar nicht Maria Anna Gravin van Satzenhoven, die ook met een Van Mettecoven was getrouwd. Hun dochter Maria Anna Caroline de Mettecoven erfde in 1796 het kasteel Oost, maar ze overleed al in 1800 op 34-jarige leeftijd. 
Inmiddels was er in 1795 een einde gemaakt aan de feodale rechten: de Franse bezetter hief de heerlijkheden op en in 1801 werd Strucht een gemeente. Toen de Franse bezetting was afgelopen kocht Louis Libert de Villers de Pité, een edelman uit België, de goederen te Strucht en het kasteel Oost. Zijn nakomelingen behielden de bezittingen tot in de 20e eeuw. 
In 1879 werd de gemeente Strucht opgeheven en bij Schin op Geul gevoegd.

## Hoeve of kasteel?
In 1383 werd melding gemaakt van een hoeve. Volgens de 20e-eeuwse historicus Louis de Crassier heeft er in Strucht ook een kasteel gestaan, maar hier is geen enkel bewijs voor in de overgeleverde bronnen. Mogelijk gaat het bij de hoeve en het kasteel om een plek op de noordelijke uitloper van het Plateau van Margraten, nabij het boerderijgehucht Engwegen, maar het blijft vooralsnog onduidelijk waar de heren Van Strucht aanvankelijk woonden.